# كارل روجرز (لاعب كريكت)
كارل روجرز (20 أكتوبر 1970 - ) (بالإنجليزية: Carl Rogers)‏ هو لاعب كريكت بريطاني.